# Juan Carlos Herreros Lucas
Juan Carlos Herreros Lucas (Madrid, 27 de enero de 1967). Director de la editorial Ediciones Sombra, conocido autor de novelas y libros, destacando entre sus obras más conocidas Comandos de Guerra, Exo 3464, Exopedia y El Destructor de Mundos, siendo uno de los primeros autores españoles de rol con el juego Comandos de Guerra (publicado en 1990, el mismo año que Aquelarre, el que figura como primer juego de rol español).

## Reseña biográfica
Su aventura rolera comenzó a los 14 años con los wargames, con juegos como Third Reich o Squad Leader, consiguiendo posteriormente en su tienda de wargames habitual, su primer juego de rol, el D&D.
Durante los años 80 tradujo varios wargames y juegos de rol para Joc Internacional como el módulo de Moria (una parte) de El Señor de los Anillos, la traducción de Machiavelli, el Hannibal o el Advanced Third Reich.
En los últimos años 80, y cursando todavía una carrera de ingeniería aeronáutica en la Escuela Universitaria de Ingeniería Técnica Aeronáutica de Madrid, junto algunos de sus compañeros de estudios fundaron el club Alas de Dragón, uno de los numerosos clubes que se formaban en la España de aquellos años en torno a la práctica de los juegos de guerra y de rol. En el nombre elegido para el club la palabra «Alas» rendía homenaje a los estudios aeronáuticos de sus fundadores. 
Apasionado por los juegos de guerra con temática de Segunda Guerra Mundial, Herreros decidió entonces crear un juego de rol ambientado en ese período histórico, al que tituló Comandos de guerra. La primera edición consistió en 25 ejemplares «caseros» preparados por el mismo autor del juego, al que presentó en 1990 como una publicación de su propio club de rol, Alas de Dragón. A partir de ese año Herreros se dedicó a llevar esos 25 ejemplares a diferentes jornadas de juegos de Madrid para venderlos y promocionar así su juego, que en 1991 ganó el premio Excalibur, otorgado por Alas de Dragón en las jornadas que el club organiza anualmente. El azar quiso que vendiera un ejemplar a quienes unos pocos años más tarde, en 1993, iban a ser los fundadores de Ediciones Cronópolis. 
En 1993 la editorial retomó pues el contacto con Herreros, interesada en publicar oficialmente el juego y fue así como, al año siguiente, en septiembre de 1994, Cronópolis publicaba la segunda edición de Comandos de guerra, esta vez oficialmente y con atribución de ISBN. En 1997 Ediciones Cronópolis dejó de existir como editorial para reconvertirse en Ediciones Sombra, cuya sede más tarde Herreros mudaría de Madrid a Manises (Comunidad Valenciana). Ediciones Sombra fue pues la nueva depositaria de los derechos del juego, del que publicó la tercera edición en el año 2003.
En 2014 inicia submarino-e67 un blog creativo en el que habla del proceso de escritura de sus nuevas publicaciones, el estado de publicación, algún relato corto o algunos relatos relacionados con las ambientaciones de los juegos publicados por sombra.
En 2016, como responsable de la revista Desde el Sótano (sumando esta 147 números en ese momento) recibe el Dado de Oro de la Marca del Este 2016 por su constancia, provecho, sus contenidos variados y por servir de caja de resonancia para iniciativas de toda índole ajenas a la editorial.

## Publicaciones

### Juegos de Rol
- Alejandreta (Suplemento Comandos de Guerra)[4]
- Comandos de Guerra (Edición Facsímil)[5]
- Comandos de Guerra[6]
- El Grito (Suplemento EXO)[7]
- Eriloe[8]
- EXO[9]
- EXO 3464 (2008)[10]
- Exopedia (Suplemento EXO)[11]
- Exobichos (Suplemento EXO)[11]
- Rol Negro (2005)[12]
- Resurrección (Suplemento EXO)[13]
- Rindhare (Suplemento Exo)
- TCM - Tiempo Cero de Misión (Suplemento EXO)[14]

### Libros
- Antología Visiones 2004 - Cerco y caída de la ciudad de Kurtion (o una historia de Marca) (2004) Coautor[15]
- El destructor de Mundos (2014)
- Crónica de Tinieblas #3 (2014) Coautor

### Juegos de mesa
- CEP (Combate en el Espacio Profundo)
- La Guerra de los Mundos

### Revistas
- Sire (1998). De la que se publicaron 12 números trimestrales
- Desde el Sótano. Revista de rol española con más números publicados. Desde el 2004 todos los 15 del mes (excepto en verano) se publica en internet esta revista en la que aparecen aventuras, noticias y ayudas de juego de los juegos de la editorial, aunque recientemente también se publican ayudas de los juegos distribuidos por Distribuciones Sombra.

## Distinciones
- Premio Excalibur (1991)
- Dado de Oro (2016)[3]